# Міхал Кокавець
Міхал Кокавець (словац. Michal Kokavec; 1 березня 1983, м. Жиліна, ЧССР) — словацький хокеїст, лівий нападник. Виступає за ХК «05 Банська Бистриця» у Словацькій Екстралізі.
Виступав за «Ері Отерс» (ОХЛ), «Слован» (Братислава), ХК «Трнава», ХК «36 Скаліца», МсХК «Жиліна».
У складі національної збірної Словаччини провів 3 матчі. У складі молодіжної збірної Словаччини учасник чемпіонату світу 2003.
Досягнення
- Чемпіон Словаччини (2005, 2006, 2007, 2008).